# القنطرة شرق (مركز)
مركز القنطرة شرق، مركز إداري مصري. يقع في محافظة الإسماعيلية الواقعة في جمهورية مصر العربية. القاعدة الإدارية للمركز هي مدينة القنطرة شرق.